# Frédéric Sarre
Frédéric Sarre (Limoges, 28 aprile 1961) è un ex cestista, allenatore di pallacanestro e dirigente sportivo francese.

## Palmarès

### Allenatore

#### Squadra
- Campionato francese: 1

Pau-Orthez: 2002-03
- Coppa di Francia: 2

Pau-Orthez: 2003
- Semaine des As: 1

Pau-Orthez: 2003

#### Individuale
- Miglior allenatore della LNB Pro A: 1

Pau-Orthez: 2002-03
JL Bourg: 2005-06